# Psechrus sinensis
Espèce
Synonymes
- Psechrus guiyangensis Yin, Wang & Zhang, 1985

Psechrus sinensis est une espèce d'araignées aranéomorphes de la famille des Psechridae.

## Distribution
Cette espèce est endémique du Guizhou en Chine,.

## Description
Le mâle mesure 23 mm

## Étymologie
Son nom d'espèce, composé de sin[a] et du suffixe latin -ensis, « qui vit dans, qui habite », lui a été donné en référence au lieu de sa découverte.

## Publication originale
- Berland & Berland, 1914 : Description d'un Psechrus nouveau de Chine.  Bulletin de la Société entomologique de France, vol. 1914, p. 131-133 (texte intégral).